# Punk Goes Acoustic
| Recensione | Giudizio |
| ---------- | -------- |
| AllMusic   | [ 1 ]    |

Punk Goes Acoustic è la terza compilation della serie Punk Goes..., pubblicata dalla Fearless Records il 21 ottobre 2003. Ospita rifacimenti in versione acustica di canzoni punk rock.

## Tracce
1. Open Hand – Time to Talk – 3:58
2. Thrice – Trust – 2:40
3. Yellowcard – Firewater – 3:22
4. Sugarcult – Memory – 3:43
5. Finch – Letters to You – 3:46
6. Thursday – A Hole in the World – 5:34
7. The Starting Line – Playing Favourites – 4:03
8. Strung Out – Velvet Alley – 4:59
9. The Ataris – Eight of Nine – 2:45
10. Taking Back Sunday – Cute Without the 'E' (Cut from the Team) – 4:26
11. From Autumn to Ashes – Chloroform Perfume – 5:00
12. Rise Against – Swing Life Away – 2:26
13. Piebald – The King – 4:36
14. Rufio – Over It – 1:54
15. Strike Anywhere – Chalk Line – 4:18
16. Noise Ratchet – Away to the Heart – 3:39
17. Coalesce – Blue Collar Lullaby – 4:42
18. Grade – Gathering Darkness – 5:00
19. Glasseater – Alone in the World – 3:41
20. Midtown – Knew It All Along – 2:51

### CD Bonus
1. Anatomy of a Ghost – Onto Morning Stars (Fearless Records)
2. Rock Kills Kid – Still Standing (Fearless Records)
3. The Kinison – New Way To Dance (Fearless Records)
4. Plain White T's – Anything (Fearless Records)
5. Count the Stars – Taking It All Back (Victory Records)
6. Between the Buried and Me – Shevanel Take 2 (Victory Records)
7. Spitalfield – I Loved the Way She Said L.A. (Victory Records)
8. Silverstein – Giving Up (Victory Records)